# 少女不十分
『少女不十分』（しょうじょふじゅうぶん）は、西尾維新による小説。挿絵は碧風羽。単行本は講談社ノベルス（講談社）より刊行されている。

## 概要
- 二十歳の大学生である「僕」と、あるきっかけで出会った「少女」の交流を書いた物語。物語は三十路になった「僕」の一人称で語られる。
- キャッチコピーは「西尾維新、原点回帰にして新境地の最新作。」、「この本を書くのに10年かかった。」。

## あらすじ
ある日、いつも通り「僕」が通学路を進んでいくと、前方を歩いていた二人組の少女に追い付いた。少女達の後ろを歩いていくと、ゲームをしながら歩いていた少女達は赤信号に気付かずに進んでしまい、そのうちの一人がトラックに撥ねられて死んでしまう。しかし、轢かれなかった方の少女は友達の死を目の当たりにしたのにも関わらず、無反応で遊んでいたゲームをセーブしたかと思えば、しっかりとゲーム機をしまい込んだ後に打って変わって泣き叫びながら友達の死体に駆け寄った。この異様な態度を目撃してしまった「僕」は逃げるようにその場を立ち去るが、その「僕」を背後から見つめていた少女に気付くことができなかった…

## 主な登場人物
「僕」
主人公。小説家の男性。30歳。10年前の大学生時代、目の前で起きた交通事故をきっかけにUと出会う。
当時、愛車であるロードレーサーで通っている大学の講義に出席する道中、目の前を歩く2人の少女の後ろを抜かすに抜かせず走っていると、1人の少女がトラックに轢かれて亡くなる瞬間を目撃する。その出来事を目撃したためその日は講義に出ることを止めて、その日から1週間は大学へは行かなかった。後日、同じ道を自転車で通学していると、Uによって自転車の後輪にリコーダーが投げ込まれて体が宙に投げ出されて地面に叩きつけられて意識を失い、意識が回復するまでの間に財布から学生証を引き抜かれている。
Uにカッターナイフで脅されて、Uの家の物置に監禁されてしまう。それからは数日間、警察がくるまでUと物置越しではあるものの共同生活を送っている。
数年ぶりにUと再会したが、｢はじめまして｣と挨拶を交わしている。
U・U
当時小学4年生の少女。一緒に並んで下校していた同級生が交通事故で亡くなり、その現場で行った自身の奇妙な行動を目撃した「僕」を後日、カッターナイフで脅迫して自分の家の物置に監禁する。両親から厳しくしつけられており、生活する上での決まりごとをノートに書かれており、それを頑なに守っていた。全てにおいての優先順位はそのノートに書かれたルールのため、「僕」が目撃した交通事故での対応もそのノートに書かれていたことを忠実に守っていただけだった。
両親は自宅の2階でお互いが首を絞めあって死んでおり、彼女は毎日、両親の遺体に挨拶して生活していた。そのため食事は冷蔵庫にあったものなどで賄っていたが、それも尽きてからは学校の給食だけで生活していた。
後に近所の人からの通報により、監禁生活は終了を迎えて保護されている。それから数年後に｢僕｣と再会している。

## 刊行情報
1. 2011年9月6日 ISBN 978-4-06-182800-1

## コミカライズ
はっとりみつるの作画で、『週刊ヤングマガジン』（講談社）にて、2015年53号から2016年39号まで連載。
書籍情報
- はっとりみつる 『少女不十分』 講談社〈少女不十分〉、全3巻
  1. 2016年5月6日発売 ISBN 978-4-06-382783-5
  2. 2016年8月5日発売 ISBN 978-4-06-382832-0
  3. 2016年10月6日発売 ISBN 978-4-06-382860-3